# Leptocerus samchita
Leptocerus samchita är en nattsländeart som beskrevs av Schmid 1987. Leptocerus samchita ingår i släktet Leptocerus och familjen långhornssländor. Inga underarter finns listade i Catalogue of Life.